# الصيادون (مسلسل تلفزيوني 2020)
الصيادون (بالإنجليزية: Hunters) هو مسلسل تلفزيوني درامي أمريكي على شبكة الإنترنت للكاتب والمنتج "دافيد وايل، تم عرضه لأول مرة في 21 فبراير 2020، على أمازون برايم فيديو (إحدى خدمات شركة أمازون، لخدمات الفيديو حسب الطلب، تتوفر خدماتها في الولايات المتحدة واليابان والمانيا والنمسا. توفر مسلسلات تلفزيونية وأفلام للشراء أو للتأجير)، في أغسطس 2020، تم تجديد المسلسل لموسم ثانٍ.

## فكرة المسلسل
المسلسل مستوحى من عدد من صيادين النازيين الحقيقيين عبر العقود، وصائد النازيين هو فرد يتعقب ويجمع معلومات عن النازيين السابقين المزعومين، أو أعضاء قوات الأمن الخاصة، والمتعاونين النازيين الذين شاركوا في الهولوكوست، عادةً لإخضاعهم للمحاكمة بتهم إرتكاب جرائم حرب وجرائم ضد الإنسانية، لكن لا يُقصد من حوادث المسلسل أن تروي قصة شخص بعينه، لكن المسلسل يعرض مجموعة متنوعة من الصيادين الذين يقتفوا أثر النازيين المقيمين في مدينة نيويورك عام 1977، ومؤامرة احياء وتكوين رايخ رابع في الولايات المتحدة (الرايخ الرابع يشير إلى استمرار سرية المثل النازية)، ويروي المسلسل إكتشاف عملية (مشبك الورق)، وهي عملية للحكومة الأمريكية لنقل العديد من العلماء الألمان (كثير منهم النازيين) إلى الولايات المتحدة.

## طاقم التمثيل
لوغان ليرمان: في دور جونا هايدلبوم (شاب متخصص في الرياضيات يأخذ مكان جدته ليصبح صياد)
آل باتشينو: في دور ماير أوفرمان (فاعل خير بولندي يهودي وناجي من الهولوكوست يقوم بتجنيد وقيادة الصيادين). إنه أول دور رائد في مسلسل تلفزيوني لباتشينو الذي صرح: «لقد فاتتني بعض العروض التليفزيونية الرائعة التي كان يمكن أن تعرض على في الماضي لأن مستشاري كانوا يقولون باتشينو لا يمثل في التلفاز». هذا ما كان يقوله المستشارون في وقت مبكر.
لينا أولين: في دور الكلونيل وهي سيدة برتبة «عقيد»، وزعيمة الرايخ الرابع.
جيريكا هينتون: في دور ميلي موريس، عميلة مكتب التحقيقات الفيدرالي التي تواجه الرايخ الرابع والصيادين أثناء التحقيق في جريمة قتل.
شاول روبينك: في دور موراي ماركويتز، زوج ميندي وخبير الإلكترونيات.
كارول كين: في دور ميندي ماركويتز، زوجة موراي وخبيرة إشارات الصيادين.
جوش رادنور: في دور لوني فلاش، الممثل وخبير التنكر للصيادين.
جريج أوستن: في دور ترافيس ليتش، مساعد أمريكي للنازيين الجدد تم اجتذابهم إلى الرايخ الرابع.
تيفاني بون: في دور روكسي جونز، عضوة في جماعة الصيادين متخصصة في التقليد والتزوير.
لويس أوزاوا: في دور جو ميزوشيما، أحد قدامى المحاربين في حرب فيتنام وخبير الصيادين في القتال.
كيت مولفاني: في دور الأخت هارييت، العميلة السابقة في المخابرات البريطانية.
ديلان بيكر: في دور بيف سيمبسون، وكيل وزارة الخارجية في إدارة كارتر وعميل نازي سري.

## اسباب كتابة المسلسل
أعتبر الكاتب دافيد اوبي أن هناك تهميش للديانة اليهودية في مشهد الأبطال الخارقين الخياليين، وهناك اوقات زاد فيها صعود نغمة معاداة السامية وتفوق البيض وأشكال أخرى من التعصب الأعمى بشكل كبير، وخصوصًا في السنوات القليلة الماضية؛ غير أن كاتب ومنتج المسلسل وهو اليهودي ديفيد ويل، شعر بأشكال «غير رسمية» من معاداة السامية تحدث طوال حياته، مثل النكات حول «اليهود في الأفران» والصليب المعقوف الذي تم رشه في مدرسته الثانوية، وهنا يظهر أبطال خارقين خياليين مناصرين لصيد النازيين، وكان هذا المسلسل الهام من قصص قبل النوم لجدة الكاتب «سارة».

## استقبال المسلسل
عند صدور الموسم الأول، تلقى المسلسل تعليقات متضاربة، مع الثناء على رسائله وتسلسله، ولكن النقد كان لسرد القصة، ونبرة الصوت غير المتسقة، وعدم الدقة التاريخية. لخصت الآراء الإيجابية العرض على أنه "جريء ومعقد من حيث النغمة، ولا يتحكم دائمًا في رسالته، ولكنه يأسر بصرك، ولا سيما في ذكرياته القاتمة عن الأعمال الوحشية والشجاعة في معسكرات الموت. منح موقع تجميع آراء النقاد المعروف باسم "الطماطم الفاسدة" على تقدير 64٪ من آراء 107 ناقد (وهذا يساوي درجة 6.21 / 10)، وكان ملخص النقد: "بفريق عمل قوي وإحساس أقوى بالعدالة".  

## وصلات خارجية
الصيادون (مسلسل تلفزيوني 2020) على موقع IMDb (الإنجليزية)
- الصيادون (مسلسل تلفزيوني 2020) على موقع ميتاكريتيك (الإنجليزية)
- الصيادون (مسلسل تلفزيوني 2020) على موقع روتن توميتوز (الإنجليزية)
- الصيادون (مسلسل تلفزيوني 2020) على موقع فيلمافينيتي (الإسبانية)
- الصيادون (مسلسل تلفزيوني 2020) على موقع كينوبويسك (الروسية)
- الصيادون (مسلسل تلفزيوني 2020) على موقع ألو سيني (الفرنسية)
- الصيادون (مسلسل تلفزيوني 2020) على موقع قاعدة بيانات الفيلم (الإنجليزية)